# Harry Grove Stadium
Le stade Harry Grove (Harry Grove Stadium en anglais) est un stade de baseball, d'une capacité d'environ 5500 places,, situé à Frederick, ville de l'État du Maryland, aux États-Unis.
Construit en 1990,, il est depuis son ouverture le domicile des Keys de Frederick, club de baseball mineur, de niveau A, évoluant en Ligue de Caroline et affilié aux Orioles de Baltimore.